# Nesogenes madagascariensis
Nesogenes madagascariensis är en snyltrotsväxtart som först beskrevs av Bonati, och fick sitt nu gällande namn av W. Marais. Nesogenes madagascariensis ingår i släktet Nesogenes och familjen snyltrotsväxter. Inga underarter finns listade i Catalogue of Life.